# Vương Phủ Tỉnh
39°54′40,16″B 116°24′18,99″Đ / 39,9°B 116,4°Đ

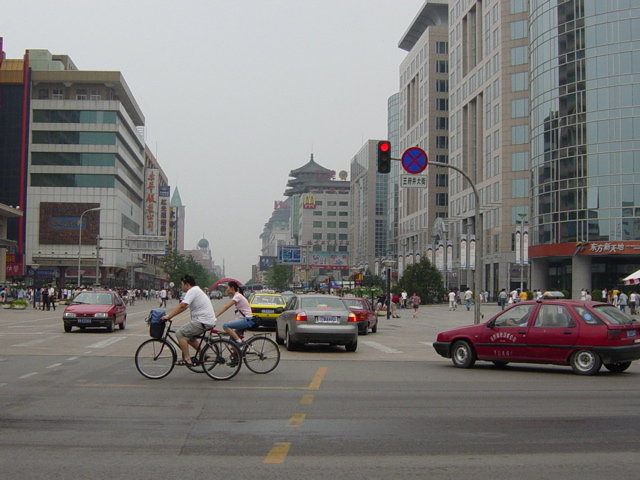
Cuối phía Nam của Vương Phủ Tỉnh, nhìn từ giao lộ của Vương Phủ Tỉnh với Đại lộ Đông Tràng An.

Phố Vương Phủ Tỉnh (tiếng Hoa giản thể 王府井; bính âm: Wángfǔjǐng Dàjiē) ở Bắc Kinh là một trong những phố mua sắm nổi tiếng nhất của Bắc Kinh. Phần lớn đại lộ này hạn chế xe cộ lưu thông và lúc nàp cũng đầy người đi bộ, là một trong những đại lộ hiện đại và hấp dẫn nhất Trung Quốc. Kể từ thời ky giữa của nhà Minh, đã có các hoạt động thương mại. Vào thời nhà Thanh, 8 khu nhà quý tộc và công chúa đã được xây ở đây sau khi một giếng nước ngọt đầy nước được phát hiện ở đây, do đó tên phố là "Vương Phủ" (nơi ở của bậc vương) và "Tỉnh" nghĩa là "giếng". Năm 1903, chợ Đông An được lập. Trước 1949, đường phố này được gọi là Phố Morrison, theo tên nhà báo Úc George Ernest Morrison. Vương Phủ Tỉnh đã trở thành một trong 4 khu vực trung tâm của Bắc Kinh, ngoài Dashilar, Xidan, và Liulichang.
Nó bắt đầu từ Vương Phủ Tỉnh Nam Khẩu, nơi có Plaza phương Đông và Khách sạn Bắc Kinh. Sau đó nó hướng theo phía Bắc, đi qua Nhà sách Tân Hoa Vương Phủ Tỉnh. Cửa hàng bách hóa Bắc Kinh cũng như Nhà sách Ngoại văn Bắc Kinh trước khi kết thúc tại Sun Dong An Plaza.
Trước cuối thập niên 1990, các loại xe ô tô điện, xe bus và các phương tiện khác chạy qua đường phố này khiến nó tắc nghẽn. Năm 1999 và 2000 thì đại lộ này đã cấm xe (trừ xe đẩy tay và xe dịch vụ ngân hàng). Vương Phủ Tỉnh là nơi có 280 thương hiệu cũ của Bắc Kinh. Vương Phủ Tỉnh được hệ thống Tàu điện ngầm Bắc Kinh phục vụ, đến Thiên An Môn qua một lần dừng về phía Tây theo tuyến số 1 có một nhà ga ở phía Nam của phố, có cùng tên.